# John W. Burton
John W. Burton (Rockford, 18 de agosto de 1906 - Los Angeles, 1 de junho de 1978) foi um diretor de fotografia e produtor de filmes de animação americano, mais conhecido por seu trabalho na Warner Bros. Cartoons. 

## Biografia
Burton nasceu em 18 de agosto de 1906, em Rockford, Illinois. Ele trabalhou em Los Angeles na Leon Schlesinger Productions, que fez as séries de desenhos animados Looney Tunes e Merrie Melodies para a Warner Bros., como cinegrafista, técnico e solucionador de problemas em geral. Em 1944, depois que a Warner Bros. comprou a Schlesinger e o estúdio foi renomeado para Warner Bros. Cartoons, Burton foi promovido a gerente de produção. Em 1958, depois que Edward Selzer se aposentou, ele foi promovido a produtor. Ele também foi capaz de aceitar o Oscar de Melhor Curta-Metragem Animada, em 1958, pelo desenho animado Bugs Bunny, Knighty Knight Bugs . Burton deixou a Warner Bros. em 1960 para se tornar executivo do Pacific Title &amp; Art Studio, fundado por Schlesinger. Ele foi substituído por David H. DePatie. 
Burton morreu em 1 de junho de 1978, aos 71 anos em Los Angeles. 